# Centella asiatica
Centella asiatica (L.) Urb., 1879, detta volgarmente "tigre del prato" o "Gotu Kola", è una pianta officinale appartenente alla famiglia delle Apiaceae o Umbelliferae.

## Descrizione
È una pianta erbacea perenne di altezza a completo accrescimento da 5 a 15 cm con foglie reniformi di colore verde.

## Distribuzione e habitat
La specie è diffusa nell'Africa subsahariana, compreso il Madagascar, nell'Asia tropicale e in Australia.
Cresce in zone umide ed acquitrinose o in prossimità di fiumi o corsi d'acqua.

## Principi attivi
C. asiatica contiene una serie di triterpenoidi pentaciclici chiamati genericamente centelloidi, prodotti come metaboliti secondari. Tra questi l'asiaticoside, il madecassoside e il centelloside.

## Usi
È una pianta tipica della tradizione medica indiana. Le applicazioni principali si riscontrano nel settore dermatologico e cosmetico. Nel primo caso è usata nei trattamenti che interessano vene, emorroidi, crampi e cellulite; nel settore cosmetico è indicata nei casi di ferite, scottature e lesioni.